# Olympische Winterspiele 1984/Teilnehmer (Chinese Taipei)
| Gelbes Symbol für Goldmedaillen mit stilisierten Olympischen Ringen | Graues Symbol für Silbermedaillen mit stilisierten Olympischen Ringen | Braundes Symbol für Bronzemedaillen mit stilisierten Olympischen Ringen |
| ------------------------------------------------------------------- | --------------------------------------------------------------------- | ----------------------------------------------------------------------- |
| —                                                                   | —                                                                     | —                                                                       |

Die Republik China nahm unter dem Namen Chinesisch Taipeh an den Olympischen Winterspielen 1984 in Sarajevo mit einer Delegation von 12 Athleten (10 Männern, 2 Frauen) teil.

## Teilnehmer nach Sportarten

### Biathlon
- Ueng Ming-yih
10 km: 63. Platz
20 km: 59. Platz

### Bob
| Zweierbob: - Chen Chin-san / Wu Dien-cheng (TPE I) 25. Platz - Hwang Chi-fang / Wu Chung-chou (TPE II) 26. Platz | Viererbob: - Sun Kuang-ming / Chen Chin-san / Wu Chung-chou / Wu Dien-cheng 22. Platz |

### Rodeln
| Damen: - Chuang Lai-chun DSQ - Teng Pi-hui 21. Platz | Herren: - Sun Kuang-ming 25. Platz |

### Ski Alpin
Herren:
- Lin Chi-liang
Riesenslalom: 71. Platz
Slalom: DNF
- Ong Ching-ming
Riesenslalom: 68. Platz
Slalom: 36. Platz

### Ski Nordisch

#### Langlauf
Herren:
- Chang Kun-shung
15 km: 81. Platz
- Ueng Ming-yih
15 km: 80. Platz
- Wang Chi-hing
15 km: 83. Platz